# Съвременна епоха
Съвременната епоха или Съвременността, често обозначавана в социокултурен план и с термините Модерна ера и Модерност (на английски: Modernity), е историческа категория с която се отнася настоящето време като историческа епоха, ведно с предхождащия го период с историческите причинно-следствени връзки, които са породили настоящото статукво.
Съвременната епоха типично се отнася в социално-икономически план до „пост-традиционалния, пост-медиевистичен исторически период“, маркиран в частност от възхода на индустрията, капитализма, секуларизацията, националната държава и конституентните форми на следене и проследяване.
Терминът „модерност“ е свързан с термините „модерна ера“ и „модернизъм“, но формира различна концептуалност. В различни контексти терминът може да се отнася до културните и интелектуални движения за даден период, започвайки някъде във времето между 1436 и 1789 г. (а за някои дори късната 1895) и продължаващи до 1970-те или по-късно.

## Историческата периодизация
В епохата на Ренесанса възниква класическата историческа периодизация на Древност (Античност), Средни векове (Средновековие) и Наше време (Ново време). През епохата на Просвещението влиза в употреба и терминът Най-ново време, с който понятийно се обозначава тогавашната съвременност.
Обичайно класическата историография се въздържа от историческо оценяване на съвремието поради силната идеологизация и политизация на съвременността и съществуващите обществени отношения, или казано с думите на една крилата фраза „Историята се пише от победителите“. Това възпрепятства провеждането на сравнително обективни исторически изследвания на съвременността, поради съществуващия висок риск от авторски субективизъм, водещ до „порочност“ при такива изследвания, свързана с неприложимостта на основополагащи правни принципи (обективност, безпристрастност и неутралност). Разбира се, да се говори за „изключването“ на историческите изследвания на съвременността от корпуса на историографията е невъзможно, ненужно, а и вредно, но по отношение на тяхната обективност, безпристрастност и неутралност винаги съществува обяснимо силна критика. Ето защо като принцип се счита, че колкото по-назад във времето е отдалечено едно историческо изследване, толкова по-безпристрастна и неутрална би следвало да е субективната гледна точка на авторите му.

## Граници на съвременната епоха
Принципно в историографията е възприето гледището, че един исторически период от 50 години до столетие (век) назад във времето е достатъчен за едно сравнително безпристрастно и неутрално оценъчно историческо изследване (като средно претеглена стойност за това се взема демографската средна продължителност на живота с оглед избягване на субективната преценка на съвременниците на историческите събития).
Като начало за Съвременната епоха към началото на 21 век обикновено се взема началото на Първата световна война (в страните от бившия Съветски блок – Октомврийската революция), но това е условно. Тръгвайки по пътя на причините, породили световните конфликти на 20 век, историците стигат доста по-назад във времето – поне до 60-те и 70-те години на 19 век (след Кримската война). Някои консервативни изследователи намират причините за световните противоречия, довели до световните конфликти през 20 век, още по-назад във времето, достигайки до Френската революция, Наполеоновите войни и последвалия ги Виенски конгрес.
Тези хронологични различия между историческите школи и изследователите по политически и идеологически причини не позволяват относително точното „кодифициране“ на началото както на Съвременната епоха, така и хронологичните граници на Новото и Най-ново време.